# A Question of Balance
A Question of Balance è il sesto album della rock band The Moody Blues, del 1970.

## Il disco
Sostanzialmente può essere definito il quinto dell'era Hayward - Lodge, in quanto il primo disco dei Moody Blues, The Magnificent Moodies del 1965, vedeva nell'organico della band il chitarrista - cantante Denny Lane (successivamente con i Wings di Paul Mc Cartney) e il bassista Clint Warwick (scomparso nel 2001) ed era una mistura di rock'n'roll e rhythm'n'blues. A Question of a Balance, invece, fa parte dei sette album dell'epoca d'oro dei Moody Blues (1967-1972), durante la quale il gruppo, animato da un'incredibile vena creativa, aveva raggiunto una solida popolarità soprattutto negli States, grazie a brani come Question, Don't you feel small e It's up to you, raccolti in questo lavoro, ma anche grazie a brani entrati di diritto nella storia del progressive, primo fra tutti Nights in White satin, tratto dal primo lavoro con Hayward e Lodge, Days of Future Passed  del 1967, registrato con la London Festival Orchestra diretta dal maestro Peter Knight, e dal quale verrà tratta una cover dal titolo " Ho difeso il mio amore " dal gruppo nostrano dei Nomadi. In A Question of a Balance i Moody Blues inserirono brani di pregevole fattura ma di meno difficoltosa esecuzione dal vivo, mentre i precedenti album raccoglievano brani, per lo più legati l'uno all'altro dal missaggio dell'allora produttore Tony Clarke (definito " il sesto Moody " dalla critica del tempo); non per questo il disco non ebbe successo, anzi in brevissimo tempo balzò ai primi posti delle classifiche discografiche UK ed USA, restandovi a lungo.
I brani più suggestivi del disco sono, senza dubbio And the tide rushes in di Ray Thomas, in cui si mette in bella evidenza la chitarra classica di Justin Hayward, Dawning is the day e The Balance, brano che chiude il disco, in parte cantato ed in parte recitato. I Moody Blues, soprattutto nei primi anni di attività, erano dediti alla creazione di concept album, quale è anche A Question of a Balance, e sovente amavano inserire brevi parti recitate su un sottofondo strumentale, che, solitamente, introducevano il brano seguente. In A Question of a Balance ciò avviene soltanto nel brano di chiusura, peraltro dalla struttura musicale molto intensa e di pregiata esecuzione. All'ascolto del disco occorre comunque non perdere di vista l'anno in cui fu prodotto: il 1970; le tecniche di registrazione di quegli anni, come le stesse strumentazioni, non facevano ancora uso dell'informatica, dei sintetizzatori e del digitale. Gli strumenti analogici e in particolare il mellotron, antesignano del sintetizzatore, insieme alle chitarre acustiche e classiche, al flauto traverso e ad una sapiente miscela di voci, conferivano al disco un'atmosfera gradevolissima, mai aggressiva né monotona.

## Tracce
1. Question – 5:40 - (Justin Hayward)
2. How Is It (We Are Here) – 2:48 - (Michael Pinder)
3. And The Tide Rushes In – 2:57 - (Ray Thomas)
4. Don't You Feel Small – 2:40 - (Graeme Edge)
5. Tortoise And The Hare – 3:23 - (John Lodge)
6. It's Up To You – 3:11 - (Hayward)
7. Minstrel's Song – 4:27 - (Lodge)
8. Dawning Is The Day – 4:22 - (Hayward)
9. Melancholy Man – 5:49 - (Pinder)
10. The Balance – 3:33 - (Edge/Thomas)

## Tracce Extra versione SACD
1. Mike's Number One - (Previously Unreleased)
2. Question - (Alternate Version)
3. Minstrel's Song - (Original Mix)
4. It's Up To You - (Original Mix)
5. Don't You Feel Small - (Original Mix)
6. Dawning Is The Day - (Full Original Mix)

## Formazione
- Justin Hayward - chitarra, voce
- John Lodge - basso, voce
- Michael Pinder - tastiera, voce
- Ray Thomas - flauto, voce
- Graeme Edge - batteria